# Волма (Червенський район)
Волма (біл. вёска Волма) —  село в складі Червенського району Мінської області, Білорусь. Село підпорядковане Клиноківській сільській раді, розташоване в центральній частині області.